# Harrisburg (Ohio)
Harrisburg és una vila dels Estats Units a l'estat d'Ohio. Segons el cens del 2000 tenia 332 habitants.

## Demografia
Segons el cens del 2000, Harrisburg tenia 332 habitants, 134 habitatges, i 103 famílies. La densitat de població era de 1.281,9 habitants/km².
Dels 134 habitatges en un 32,1% hi vivien nens de menys de 18 anys, en un 61,9% hi vivien parelles casades, en un 7,5% dones solteres, i en un 23,1% no eren unitats familiars. En el 20,1% dels habitatges hi vivien persones soles el 7,5% de les quals corresponia a persones de 65 anys o més que vivien soles. El nombre mitjà de persones vivint en cada habitatge era de 2,48 i el nombre mitjà de persones que vivien en cada família era de 2,84.
Per edats la població es repartia de la següent manera: un 24,1% tenia menys de 18 anys, un 6,9% entre 18 i 24, un 30,4% entre 25 i 44, un 27,1% de 45 a 60 i un 11,4% 65 anys o més.
L'edat mediana era de 38 anys. Per cada 100 dones de 18 o més anys hi havia 93,8 homes.
La renda mediana per habitatge era de 43.438 $ i la renda mediana per família de 45.781 $. Els homes tenien una renda mediana de 35.417 $ mentre que les dones 25.833 $. La renda per capita de la població era de 18.327 $. Aproximadament el 2,9% de les famílies i el 3,2% de la població estaven per davall del llindar de pobresa.

## Poblacions properes
El següent diagrama mostra les poblacions més properes.